# Großer Preis von Spanien 1977
Der Große Preis von Spanien 1977 (offiziell XXIII Gran Premio de España) fand am 8. Mai auf dem Circuito Permanente del Jarama in der Nähe von Madrid statt und war das fünfte Rennen der Automobil-Weltmeisterschaft 1977.

## Berichte

### Hintergrund
Zum ersten Europarennen der Saison wurden 31 potentielle Teilnehmer gemeldet. Dies waren neun mehr als beim fünf Wochen zurückliegenden Großen Preis der USA West.
Ian Scheckter, der die Rennen in Südafrika und Long Beach versäumt hatte, kehrte nun dauerhaft ins March-Werksteam zurück. Ebenfalls wieder am Start waren die Teams Hesketh Racing mit einer überarbeiteten Version des Typ 308 für Harald Ertl und den Formel-1-Debütanten Rupert Keegan, RAM Racing mit Boy Hayje sowie B.R.M. mit Conny Andersson anstelle von Larry Perkins als Fahrer.
Wenige Monate nachdem er sein ursprüngliches Team Frank Williams Racing Cars an Walter Wolf abgetreten hatte, gründete Frank Williams gemeinsam mit Patrick Head ein neues Unternehmen mit der Bezeichnung Williams Grand Prix Engineering. Es handelt sich dabei um das Williams-Team, welches mit abgewandeltem Namen nach wie vor (Stand: 2024) in der Formel 1 aktiv ist. Einen eigenen Rennwagen konstruierte das Team im ersten Jahr seines Bestehens noch nicht. Stattdessen wurde ein von Patrick Nève pilotierter March 761 als Kundenfahrzeug eingesetzt. Wagen dieses Typs wurden auch von den erstmals antretenden Privatteams der Piloten Arturo Merzario und Brian Henton erworben. Insgesamt sieben Exemplare des 761 wurden für das Rennwochenende gemeldet. Der von der spanischen Fluggesellschaft Iberia finanziell unterstützte Privatfahrer Emilio de Villota hingegen gelangte an einen McLaren M23 des Vorjahres.
Mit einer als LEC CRP1 bezeichneten Eigenkonstruktion meldete sich das Team von David Purley für den Grand Prix an, nachdem der Wagen beim nicht zur Weltmeisterschaft zählenden Race of Champions zum ersten Mal in einem Formel-1-Rennen eingesetzt worden war. Das Wolf-Team trat erstmals mit dem neuen WR2 an.
Jochen Mass bestritt seinen 50. Grand Prix.

### Training
Mario Andretti sicherte sich die dritte Pole-Position seiner Formel-1-Karriere am Steuer des Lotus 78, dessen damals neuartiges Wing Car-Prinzip stetig weiterentwickelt wurde, was zu einer deutlich spürbaren Steigerung der Konkurrenzfähigkeit führte. Jacques Laffite qualifizierte sich mit dem Ligier JS5 für den zweiten Platz in der ersten Reihe vor den beiden Ferrari 312T2 von Niki Lauda und Carlos Reutemann. Jody Scheckter und John Watson bildeten die dritte Reihe vor James Hunt im erstmals seit dem Großen Preis der Niederlande 1976 eingesetzten McLaren M26.
Da nur 25 Teilnehmer fürs Rennen zugelassen wurden, scheiterten die sechs Langsamsten des Trainings an der Qualifikation, darunter drei der sieben March-Piloten.

### Rennen
Am Morgen des Renntages steuerte Lauda während des Warm-up nach dem Überfahren einer Bodenwelle aufgrund starker Schmerzen die Boxen an. Im Krankenhaus wurde der Bruch einer noch nicht gänzlich verheilten Rippe festgestellt. Aufgrund dieser Spätfolge seines neun Monate zurückliegenden Unfalls am Nürburgring 1976 musste er auf eine Teilnahme am Rennen verzichten.
Andretti führte das Rennen von der ersten bis zur letzten Runde an und bescherte dem Team Lotus einen überlegenen Sieg, der die künftige Bedeutung des zukunftsweisenden Wing Car-Prinzips erahnen ließ. Während der ersten Runden war Laffite sein direkter Verfolger, ehe dieser aufgrund eines Problems an einer der hinteren Radaufhängungen die Box aufsuchen musste. Daraufhin übernahm Reutemann den zweiten Platz für den Rest des Nachmittags.
Titelverteidiger Hunt musste das Rennen bereits nach wenigen Runden aufgrund von Fehlzündungen aufgeben. Watson lag lange auf dem dritten Rang, musste diesen jedoch in der 25. Runde aufgrund eines Drehers an Scheckter abgeben. Mass gelangte dabei ebenfalls an ihm vorbei auf den vierten Platz.
Als Watson nach dem 64. Umlauf wegen eines Problems an der Benzinpumpe endgültig ausschied, gelangten Gunnar Nilsson und Hans-Joachim Stuck auf die Plätze fünf und sechs und somit in die Punkteränge.

## Meldeliste
| Team                            | Nr. | Fahrer             | Chassis         | Motor                     | Reifen |
| ------------------------------- | --- | ------------------ | --------------- | ------------------------- | ------ |
| Marlboro Team McLaren           | 01  | James Hunt         | McLaren M26     | Ford Cosworth DFV 3.0 V8  | G      |
| Marlboro Team McLaren           | 02  | Jochen Mass        | McLaren M23     | Ford Cosworth DFV 3.0 V8  | G      |
| Elf Team Tyrrell                | 03  | Ronnie Peterson    | Tyrrell P34     | Ford Cosworth DFV 3.0 V8  | G      |
| Elf Team Tyrrell                | 04  | Patrick Depailler  | Tyrrell P34     | Ford Cosworth DFV 3.0 V8  | G      |
| John Player Team Lotus          | 05  | Mario Andretti     | Lotus 78        | Ford Cosworth DFV 3.0 V8  | G      |
| John Player Team Lotus          | 06  | Gunnar Nilsson     | Lotus 78        | Ford Cosworth DFV 3.0 V8  | G      |
| Martini Racing                  | 07  | John Watson        | Brabham BT45B   | Alfa Romeo 115-12 3.0 F12 | G      |
| Martini Racing                  | 08  | Hans-Joachim Stuck | Brabham BT45B   | Alfa Romeo 115-12 3.0 F12 | G      |
| Hollywood March Racing          | 09  | Alex Ribeiro       | March 761B      | Ford Cosworth DFV 3.0 V8  | G      |
| Team Rothmans International     | 10  | Ian Scheckter      | March 761B      | Ford Cosworth DFV 3.0 V8  | G      |
| Scuderia Ferrari SpA SEFAC      | 11  | Niki Lauda         | Ferrari 312T2   | Ferrari 015 3.0 F12       | G      |
| Scuderia Ferrari SpA SEFAC      | 12  | Carlos Reutemann   | Ferrari 312T2   | Ferrari 015 3.0 F12       | G      |
| Shadow Racing Team              | 16  | Renzo Zorzi        | Shadow DN8      | Ford Cosworth DFV 3.0 V8  | G      |
| Shadow Racing Team              | 17  | Alan Jones         | Shadow DN8      | Ford Cosworth DFV 3.0 V8  | G      |
| Durex Team Surtees              | 18  | Hans Binder        | Surtees TS19    | Ford Cosworth DFV 3.0 V8  | G      |
| Beta Team Surtees               | 19  | Vittorio Brambilla | Surtees TS19    | Ford Cosworth DFV 3.0 V8  | G      |
| Walter Wolf Racing              | 20  | Jody Scheckter     | Wolf WR2        | Ford Cosworth DFV 3.0 V8  | G      |
| Team Tissot Ensign with Castrol | 22  | Clay Regazzoni     | Ensign N177     | Ford Cosworth DFV 3.0 V8  | G      |
| Penthouse Rizla Racing          | 24  | Rupert Keegan      | Hesketh 308E    | Ford Cosworth DFV 3.0 V8  | G      |
| Hesketh Racing                  | 25  | Harald Ertl        | Hesketh 308E    | Ford Cosworth DFV 3.0 V8  | G      |
| Ligier Gitanes                  | 26  | Jacques Laffite    | Ligier JS7      | Matra MS76 3.0 V12        | G      |
| Williams Grand Prix Engineering | 27  | Patrick Nève       | March 761       | Ford Cosworth DFV 3.0 V8  | G      |
| Copersucar-Fittipaldi           | 28  | Emerson Fittipaldi | Copersucar FD04 | Ford Cosworth DFV 3.0 V8  | G      |
| Chesterfield Racing             | 30  | Brett Lunger       | March 761       | Ford Cosworth DFV 3.0 V8  | G      |
| LEC Refrigeration Racing        | 31  | David Purley       | LEC CRP1        | Ford Cosworth DFV 3.0 V8  | G      |
| RAM Racing/F&S Properties       | 33  | Boy Hayje          | March 761       | Ford Cosworth DFV 3.0 V8  | G      |
| ATS Racing Team                 | 34  | Jean-Pierre Jarier | Penske PC4      | Ford Cosworth DFV 3.0 V8  | G      |
| Rotary Watches Stanley B.R.M.   | 35  | Conny Andersson    | BRM P207        | BRM P202 3.0 V12          | G      |
| Iberia Airlines                 | 36  | Emilio de Villota  | McLaren M23     | Ford Cosworth DFV 3.0 V8  | G      |
| Team Merzario                   | 37  | Arturo Merzario    | March 761B      | Ford Cosworth DFV 3.0 V8  | G      |
| British Formula One Racing Team | 38  | Brian Henton       | March 761       | Ford Cosworth DFV 3.0 V8  | G      |

## Klassifikationen

### Startaufstellung
| Pos. | Fahrer             | Konstrukteur       | Zeit    | Ø-Geschwindigkeit | Start |
| ---- | ------------------ | ------------------ | ------- | ----------------- | ----- |
| 01   | Mario Andretti     | Lotus-Ford         | 1:18,70 | 155,710 km/h      | 01    |
| 02   | Jacques Laffite    | Ligier-Matra       | 1:19,42 | 154,299 km/h      | 02    |
| 03   | Niki Lauda         | Ferrari            | 1:19,48 | 154,182 km/h      | 03    |
| 04   | Carlos Reutemann   | Ferrari            | 1:19,52 | 154,105 km/h      | 04    |
| 05   | Jody Scheckter     | Wolf-Ford          | 1:19,57 | 154,008 km/h      | 05    |
| 06   | John Watson        | Brabham-Alfa Romeo | 1:19,87 | 153,429 km/h      | 06    |
| 07   | James Hunt         | McLaren-Ford       | 1:20,11 | 152,970 km/h      | 07    |
| 08   | Clay Regazzoni     | Ensign-Ford        | 1:20,13 | 152,931 km/h      | 08    |
| 09   | Jochen Mass        | McLaren-Ford       | 1:20,14 | 152,912 km/h      | 09    |
| 10   | Patrick Depailler  | Tyrrell-Ford       | 1:20,16 | 152,874 km/h      | 10    |
| 11   | Vittorio Brambilla | Surtees-Ford       | 1:20,26 | 152,684 km/h      | 11    |
| 12   | Gunnar Nilsson     | Lotus-Ford         | 1:20,38 | 152,456 km/h      | 12    |
| 13   | Hans-Joachim Stuck | Brabham-Alfa Romeo | 1:20,55 | 152,134 km/h      | 13    |
| 14   | Alan Jones         | Shadow-Ford        | 1:20,74 | 151,776 km/h      | 14    |
| 15   | Ronnie Peterson    | Tyrrell-Ford       | 1:20,96 | 151,364 km/h      | 15    |
| 16   | Rupert Keegan      | Hesketh-Ford       | 1:21,03 | 151,233 km/h      | 16    |
| 17   | Ian Scheckter      | March-Ford         | 1:21,05 | 151,196 km/h      | 17    |
| 18   | Harald Ertl        | Hesketh-Ford       | 1:21,16 | 150,991 km/h      | 18    |
| 19   | Emerson Fittipaldi | Copersucar-Ford    | 1:21,56 | 150,250 km/h      | 19    |
| 20   | Hans Binder        | Surtees-Ford       | 1:21,73 | 149,938 km/h      | 20    |
| 21   | Arturo Merzario    | March-Ford         | 1:21,82 | 149,773 km/h      | 21    |
| 22   | Patrick Nève       | March-Ford         | 1:21,92 | 149,590 km/h      | 22    |
| 23   | Emilio de Villota  | McLaren-Ford       | 1:21,97 | 149,499 km/h      | 23    |
| 24   | Renzo Zorzi        | Shadow-Ford        | 1:22,09 | 149,280 km/h      | 24    |
| 25   | Brett Lunger       | March-Ford         | 1:22,24 | 149,008 km/h      | 25    |
| DNQ  | Jean-Pierre Jarier | Penske-Ford        | 1:22,27 | 148,953 km/h      | –     |
| DNQ  | Alex Ribeiro       | March-Ford         | 1:22,30 | 148,899 km/h      | –     |
| DNQ  | Boy Hayje          | March-Ford         | 1:22,39 | 148,736 km/h      | –     |
| DNQ  | Brian Henton       | March-Ford         | 1:22,57 | 148,412 km/h      | –     |
| DNQ  | David Purley       | LEC-Ford           | 1:22,89 | 147,839 km/h      | –     |
| DNQ  | Conny Andersson    | B.R.M.             | 1:24,29 | 145,384 km/h      | –     |

### Rennen
| Pos. | Fahrer             | Konstrukteur       | Runden | Stopps | Zeit       | Start | Schnellste Runde |
| ---- | ------------------ | ------------------ | ------ | ------ | ---------- | ----- | ---------------- |
| 01   | Mario Andretti     | Lotus-Ford         | 75     | 0      | 1:42:52,22 | 01    | 1:20,83          |
| 02   | Carlos Reutemann   | Ferrari            | 75     | 0      | + 15,85    | 04    | 1:21,31          |
| 03   | Jody Scheckter     | Wolf-Ford          | 75     | 0      | + 24,51    | 05    | 1:21,73          |
| 04   | Jochen Mass        | McLaren-Ford       | 75     | 0      | + 24,51    | 09    | 1:21,73          |
| 05   | Gunnar Nilsson     | Lotus-Ford         | 75     | 0      | + 1:05,83  | 12    | 1:22,26          |
| 06   | Hans-Joachim Stuck | Brabham-Alfa Romeo | 74     | 0      | + 1 Runde  | 13    | 1:22,61          |
| 07   | Jacques Laffite    | Ligier-Matra       | 74     | 1      | + 1 Runde  | 02    | 1:20,81 (05.)    |
| 08   | Ronnie Peterson    | Tyrrell-Ford       | 74     | 0      | + 1 Runde  | 15    | 1:22,81          |
| 09   | Hans Binder        | Surtees-Ford       | 73     | 0      | + 2 Runden | 20    | 1:23,15          |
| 10   | Brett Lunger       | March-Ford         | 72     | 0      | + 3 Runden | 25    | 1:24,38          |
| 11   | Ian Scheckter      | March-Ford         | 72     | 0      | + 3 Runden | 17    | 1:22,70          |
| 12   | Patrick Nève       | March-Ford         | 71     | 0      | + 4 Runden | 22    | 1:24,27          |
| 13   | Emilio de Villota  | McLaren-Ford       | 70     | 0      | + 5 Runden | 23    | 1:24,27          |
| 14   | Emerson Fittipaldi | Copersucar-Ford    | 70     | 1      | + 5 Runden | 19    | 1:23,85          |
| –    | John Watson        | Brabham-Alfa Romeo | 64     | 0      | DNF        | 06    | 1:21,94          |
| –    | Alan Jones         | Shadow-Ford        | 56     | 0      | DNF        | 14    | 1:22,71          |
| –    | Rupert Keegan      | Hesketh-Ford       | 32     | 0      | DNF        | 16    | 1:22,76          |
| –    | Harald Ertl        | Hesketh-Ford       | 29     | 0      | DNF        | 18    | 1:23,98          |
| –    | Renzo Zorzi        | Shadow-Ford        | 25     | 0      | DNF        | 24    | 1:24,28          |
| –    | Arturo Merzario    | March-Ford         | 16     | 1      | DNF        | 21    | 1:23,89          |
| –    | Patrick Depailler  | Tyrrell-Ford       | 12     | 0      | DNF        | 10    | 1:22,29          |
| –    | James Hunt         | McLaren-Ford       | 10     | 1      | DNF        | 07    | 1:22,20          |
| –    | Clay Regazzoni     | Ensign-Ford        | 9      | 0      | DNF        | 08    | 1:22,27          |
| –    | Vittorio Brambilla | Surtees-Ford       | 9      | 0      | DNF        | 11    | 1:22,13          |
| DNS  | Niki Lauda         | Ferrari            | –      | –      | –          | 03    | –                |

## WM-Stände nach dem Rennen
Die ersten sechs des Rennens bekamen 9, 6, 4, 3, 2 bzw. 1 Punkt(e). Es zählten nur die besten acht Ergebnisse aus den ersten neun Rennen und die besten sieben Ergebnisse aus den letzten acht Rennen. In der Konstrukteurswertung zählte nur das Ergebnis des bestplatzierten Fahrers eines Teams.

### Fahrerwertung
| Pos. | Fahrer             | Konstrukteur                    | Punkte |
| ---- | ------------------ | ------------------------------- | ------ |
| 01   | Jody Scheckter     | Wolf-Ford                       | 23     |
| 02   | Mario Andretti     | Lotus-Ford                      | 20     |
| 03   | Carlos Reutemann   | Ferrari                         | 19     |
| 04   | Niki Lauda         | Ferrari                         | 19     |
| 05   | James Hunt         | McLaren-Ford                    | 9      |
| 06   | Emerson Fittipaldi | Copersucar-Ford                 | 8      |
| 07   | Patrick Depailler  | Tyrrell-Ford                    | 7      |
| 08   | Carlos Pace †      | Brabham-Alfa Romeo              | 6      |
| 09   | Jochen Mass        | McLaren-Ford                    | 5      |
| 10   | Gunnar Nilsson     | Lotus-Ford                      | 4      |
| 11   | Clay Regazzoni     | Ensign-Ford                     | 1      |
| 12   | Renzo Zorzi        | Shadow-Ford                     | 1      |
| 13   | John Watson        | Brabham-Alfa Romeo              | 1      |
| 14   | Jean-Pierre Jarier | Penske-Ford                     | 1      |
| 15   | Hans-Joachim Stuck | March-Ford / Brabham-Alfa Romeo | 1      |
| 16   | Vittorio Brambilla | Surtees-Ford                    | 0      |
| 17   | Jacques Laffite    | Ligier-Matra                    | 0      |

| Pos. | Fahrer            | Konstrukteur    | Punkte |
| ---- | ----------------- | --------------- | ------ |
| 18   | Ingo Hoffmann     | Copersucar-Ford | 0      |
| 19   | Ronnie Peterson   | Tyrrell-Ford    | 0      |
| 20   | Hans Binder       | Surtees-Ford    | 0      |
| 21   | Brett Lunger      | March-Ford      | 0      |
| 22   | Brian Henton      | March-Ford      | 0      |
| 23   | Ian Scheckter     | March-Ford      | 0      |
| 24   | Patrick Nève      | March-Ford      | 0      |
| 25   | Emilio de Villota | McLaren-Ford    | 0      |
| 26   | Larry Perkins     | B.R.M.          | 0      |
| –    | Tom Pryce †       | Shadow-Ford     | 0      |
| –    | Alex Ribeiro      | March-Ford      | 0      |
| –    | Boy Hayje         | March-Ford      | 0      |
| –    | Alan Jones        | Shadow-Ford     | 0      |
| –    | Rupert Keegan     | Hesketh-Ford    | 0      |
| –    | Harald Ertl       | Hesketh-Ford    | 0      |
| –    | Arturo Merzario   | March-Ford      | 0      |

### Konstrukteurswertung
| Pos. | Konstrukteur       | Punkte |
| ---- | ------------------ | ------ |
| 01   | Ferrari            | 34     |
| 02   | Wolf-Ford          | 23     |
| 03   | Lotus-Ford         | 22     |
| 04   | McLaren-Ford       | 12     |
| 05   | Brabham-Alfa Romeo | 8      |
| 06   | Copersucar-Ford    | 8      |
| 07   | Tyrrell-Ford       | 7      |
| 08   | Ensign-Ford        | 1      |

| Pos. | Konstrukteur | Punkte |
| ---- | ------------ | ------ |
| 09   | Shadow-Ford  | 1      |
| 10   | Penske-Ford  | 1      |
| 11   | Surtees-Ford | 0      |
| 12   | March-Ford   | 0      |
| 13   | Ligier-Matra | 0      |
| –    | B.R.M.       | 0      |
| –    | Hesketh-Ford | 0      |